# Juan Amat
Juan Amat Fontanals (* 10. Juli 1946 in Terrassa; † 11. Mai 2022 ebenda) war ein spanischer Hockeyspieler. Er gewann 1980 mit der spanischen Nationalmannschaft die olympische Silbermedaille. 1971 war er Weltmeisterschaftszweiter und 1974 Europameister.

## Karriere
1968 bei den Olympischen Spielen in Mexiko-Stadt belegten die Spanier in der Vorrunde den vierten Platz in ihrer Gruppe. Im Platzierungsspiel um den fünften Platz unterlagen die Spanier der niederländischen Mannschaft mit 0:1 nach Verlängerung. Bei der Weltmeisterschaft 1971 spielten die Spanier in der Vorrunde in der gleichen Gruppe wie die pakistanische Mannschaft und belegten nach einem 3:2-Sieg über Pakistan den ersten Rang in der Vorrunde. Im Finale trafen die beiden Mannschaften wieder aufeinander und diesmal siegte Pakistan mit 1:0. 1972 bei den Olympischen Spielen in München belegten die Spanier wie vier Jahre zuvor den vierten Platz in ihrer Vorrundengruppe. In den Platzierungsspielen erreichten sie den siebten Platz.
1974 fand in Madrid die zweite Europameisterschaft der Herren statt. Die spanische Mannschaft belegte in der Vorrunde den ersten Platz vor den punktgleichen Walisern. Mit einem 2:1 gegen die Franzosen im Viertelfinale und einem Halbfinalsieg mit 1:0 über die Niederländer erreichten die Spanier das Finale. Dort gewannen sie mit 1:0 gegen die deutsche Mannschaft. 1976 bei den Olympischen Spielen in Montreal belegten die Spanier in der Vorrunde den dritten Platz. Im Spiel um den fünften Platz unterlagen die Spanier der deutschen Mannschaft mit 1:9. Juan Amat war mit sieben Treffern der erfolgreichste Torschütze seiner Mannschaft in Montreal.
1979 erreichte die spanische Nationalmannschaft das Finale bei den Mittelmeerspielen in Split und gewann Silber hinter den Jugoslawen. Am Herrenwettbewerb bei den Olympischen Spielen 1980 nahmen wegen des Olympiaboykotts nur sechs Mannschaften teil, die in der Vorrunde gegen jede andere Mannschaft antraten. Die Spanier belegten in der Vorrunde mit vier Siegen und einem Unentschieden den ersten Platz und traten im Kampf um die Goldmedaille gegen die in der Vorrunde zweitplatzierte indische Mannschaft an. Das Finale gewannen die Inder mit 4:3. Die drei Tore der Spanier im Finale schoss Juan Amat. Mit sechzehn Treffern war er auch der erfolgreichste Torschütze des Turniers vor dem Inder Surinder Singh mit 15 Toren. Insgesamt absolvierte Amat 144 Länderspiele für die spanische Nationalmannschaft.
Juan Amat spielte in der spanischen Liga für den Club Egara aus Terrassa. Für diesen Verein spielten auch seine Brüder Pedro Amat, Jaime Amat und Francisco Amat, die alle ebenfalls an Olympischen Spielen teilnahmen.